# 桐嶋ひな
桐嶋 ひな（きりしま ひな）は、日本のAV女優。Seven(7) Toys所属。

## 略歴・人物
2017年9月、AV女優・音市美音の妹「音市真音（おいち まお）」としてkawaii*専属女優でAVデビュー。音市美音とは2作品で共演している（音市美音のヌードやSEXシーンはない）。
2018年より「桐嶋ひな」に改名しツイッターも開始。ツイッターで「音市真音」と明言はしていないが“別名義で妹設定で出演していた”ことを明かしている。ただ短期間でツイッターのアカウントは削除された。

## 出演作品

### アダルトDVD
2017年
- 音市美音の妹 kawaii*専属デビュー エッチ大好きこんがり小麦色のぶっちぎり美少女（9月19日、kawaii*）
- エッチ大好き小麦色ボディ少女が100回以上めちゃイキッ!! エロス覚醒フルコース160分（10月13日、kawaii*）
- 中出し解禁 おじさん大好き女子校生が出会ったその日に狂ったようにハメまくり中出し懇願しまくるこってり超濃厚セックス（11月1日、kawaii*）

2018年
- お姉ちゃんが妹に教える精子いっぱい中出し子作り（1月1日、kawaii*）
- 妹の匂い 2 「兄妹だけど、ボクたちは愛し合っています…」 近親相姦SNSに3カ月間だけ投稿された兄妹の全記録 禁断の恋をする日焼けした若い肌が眩しいショートカットの女子○生 まお（1月11日、SODクリエイト）※「まお」名義
- 恥ずかしいくせに、エッチが大好きな女の子（2月1日、S-Cute）
- 現役女子大生子宮レンタルバイト オヤジと平然中出し交尾（2月7日、kira☆kira）
- 気持ちよすぎてとろけてしまう恋みたいなSEX（2月13日、S-Cute）
- 父の日にうぶな愛娘と近親相姦!! 母さんほどに成長したおっぱい、チラ見えパンティにフル勃起! 許されない事だからと素股までのつもりが娘のトロトロ桃色ま●こにぬるっと入っちゃった!（5月25日、SCOOP）